# 2017年の道路
2017年の道路（2017ねんのどうろ）とは、2017年（平成29年）に起こった道路関係の出来事をまとめたページである。
2016年の道路 - 2017年の道路 - 2018年の道路

## 出来事の一覧

### 1月
- （完成）  世界最長の自転車専用の高速道路「アモイバイシクルスカイウェイ」が完成[1]。
- 13日
  - （廃止）  奈良県道157号箸尾停車場線[2]
- 25日
  - （TB廃止）  阪神高速5号湾岸線 南芦屋浜本線料金所[3]
- 28日
  - （開通）  阪神高速6号大和川線 三宝JCT - 鉄砲出入口 (1.4 km)[4]

### 2月
- 1日
  - （長期間閉鎖）  阪神高速1号環状線 信濃橋入口 （西船場JCT改築事業のため、2019年（平成31年）11月末までの予定。）[5]
- 19日
  - （開通）  国道464号 北千葉道路 千葉県印西市若萩 - 成田市北須賀地先 (4.2 km)[6]
- 20日
  - （TB廃止）  中部横断自動車道 南アルプス本線料金所[7]
- 26日
  - （開通）  国道468号 首都圏中央連絡自動車道 境古河IC - つくば中央IC (28.5 km)[8]

### 3月
- 1日
  - （ETC運用開始）  南九州西回り自動車道 鹿児島道路 松元IC出入口料金所[9]
- 4日
  - （IC供用）  首都高速湾岸線 南本牧ふ頭出入口[10]
  - （拡幅）  国道331号 沖縄西海岸道路 糸満道路 沖縄県糸満市西崎 - 糸満 (1.6 km) (2車線→4車線)[11]
- 11日
  - （無料開放）  伊勢二見鳥羽有料道路 全線 (10.4 km)[12]
  - （開通）  南九州西回り自動車道 出水阿久根道路 高尾野北IC - 野田IC (2.8 km)[13]
- 18日
  - （IC供用）  仙台東部道路 名取中央スマートIC[14]
  - （開通）  首都高速神奈川7号横浜北線 横浜港北JCT - 生麦JCT (8.2 km)[15]
  - （IC供用）  新東名高速道路 駿河湾沼津スマートIC[16]
  - （IC供用）  東名高速道路 三方原スマートIC[17]
  - （PA名称変更）  東名高速道路三方原（みかたがはら）PA → 三方原（みかたはら）PA[17]
  - （開通）  国道24号 京奈和自動車道 紀北西道路 岩出根来IC - 和歌山JCT (6.5 km)[18]
- 19日
  - （開通）  国道450号 旭川紋別自動車道 丸瀬布遠軽道路 丸瀬布IC - 遠軽瀬戸瀬IC (11.2 km)[19]
  - （開通）  国道17号 熊谷渋川連絡道路 上武道路 群馬県前橋市細井町 - 田口町 (3.5 km)[20]
  - （開通）  中部横断自動車道 六郷IC - 増穂IC (9.3 km)[21]
- 20日
  - （開通）  国道45号 三陸自動車道 南三陸道路 志津川IC - 南三陸海岸IC (3.0 km)[22]
- 25日
  - （拡幅）  国道6号 土浦バイパス 茨城県土浦市 (5.9 km) (2車線→4車線)[23]
  - （IC供用）  北陸自動車道 長岡北スマートIC[24]
  - （IC供用）  北陸自動車道 小谷城スマートIC[25]
  - （IC供用）  舞鶴若狭自動車道 敦賀南スマートIC[26]
  - （開通）  国道483号 北近畿豊岡自動車道 八鹿日高道路 日高神鍋高原IC - 八鹿氷ノ山IC (9.7 km)[27]
  - （IC供用）  東九州自動車道 門川南スマートIC[28]
- 26日
  - （開通）  国道115号 東北中央自動車道 相馬福島道路 阿武隈東道路 相馬山上IC - 相馬玉野IC (10.5 km)[29]
  - （IC供用）  中央自動車道 笛吹八代スマートIC[30]
  - （開通）  熊本県道342号砂原四方寄線 熊本西環状道路 花園IC - 下硯川IC (4.1 km)[31][32]
  - （開通）  南薩縦貫道 知覧道路 知覧金山水車IC - 南九州知覧IC (0.8 km)[33][34]
- 28日
  - （路線廃止）  宮城県道210号鹿折唐桑停車場線[35]
  - （拡幅）  国道49号 平バイパス 福島県いわき市平上荒川 - 内郷御厩町 (2.0 km) (2車線→4車線)[36]
- 30日
  - （拡幅）  国道45号 三陸自動車道 矢本石巻道路 石巻女川IC - 桃生豊里IC (12.1 km) (2車線→4車線)[37]
  - （拡幅）  国道325号 熊本県山鹿市鹿本町 - 菊池市七城町 (1.7 km) (2車線→4車線)[38]
- 31日
  - （路線廃止）  鳥取県道235号本泉大瀬線[39]

### 4月
- 1日
  - （IC供用）  常磐自動車道 山元南スマートIC[40]
  - （開通）  国道26号 第二阪和国道 淡輪ランプ - 深日ランプ (2.2 km)[41]
  - （開通）  国道26号 第二阪和国道 和歌山岬道路 深日ランプ - 平井ランプ (5.4 km)[41]
- 9日
  - （IC供用）  国道375号 東広島呉自動車道 東広島・呉道路 大多田IC[42]
- 30日
  - （開通）  新名神高速道路 城陽JCT/IC - 八幡京田辺JCT/IC (3.5 km)[43]

### 6月
- 3日 
  - （料金改定）  近畿圏の高速道路、阪神高速道路、一般有料道路の通行料金改定[44][45]
- 23日
  - （長期間閉鎖解除）  首都高速中央環状線・内回り 小菅出口 （同線（内回り）・堀切JCT - 小菅JCT間 (560 m) の4車線化拡幅工事のため、2015年（平成27年）8月24日から閉鎖されていた。）[46]
- 27日
  - （開通）  尚州-永川高速道路 尚州JCT - 永川JCT (94.0 km)[47]
- 30日
  - （開通）  世宗-抱川高速道路 南九里IC - 新北IC (44.6 km)[48]
  - （開通）  世宗-抱川高速道路 蘇屹JCT - 楊州IC (6.0 km)[48]
  - （開通）  ソウル-襄陽高速道路 東洪川IC - 襄陽JCT (71.7 km)[49]

### 7月
- （開通）  北京と新疆を結ぶ京新高速道路が全線開通[50]。
- 8日
  - （開通）  国道158号 中部縦貫自動車道 永平寺大野道路 上志比IC - 永平寺IC (5.3 km)[51]
- 9日
  - （IC供用）  九州自動車道 城南スマートIC[52]

### 8月
- 19日
  - （開通）  国道24号 京奈和自動車道 大和御所道路 御所南IC - 五條北IC (7.2 km)[53]

### 9月
- 16日
  - （開通）  国道208号 有明海沿岸道路 大川バイパス 徳益IC - 柳川西IC (4.5 km)[54]
- 28日
  - （TB供用）  米沢南陽道路 米沢北本線料金所[55]
- 30日
  - （IC供用）  中央自動車道 小黒川スマートIC[56]
  - （開通）  成都と重慶を結ぶ成安渝高速道路（G5013）が全線開通[57]。

### 10月
- 7日
  - （IC供用）  国道26号 第二阪和国道 孝子ランプ[58]
- 8日
  - （開通）  青海省の循化サラール族自治県と隆務峡を結ぶ高速道路が開通[59]。
- 9日
  - （開通）  十勝オホーツク自動車道 陸別小利別IC - 訓子府IC (16.0 km)[60]
- 22日
  - （開通）  国道475号 東海環状自動車道 養老JCT - 養老IC (3.1 km)[61]

### 11月
- 1日
  - （規制緩和）  新東名高速道路 新静岡IC - 森掛川IC (約50 km) の最高速度を100 km/hから110 km/hに試験的に引き上げ[62][63][64]。
- 4日
  - （開通）  東北中央自動車道 福島大笹生IC - 米沢北IC (35.6 km)[65]
  - （路線名称変更）  米沢南陽道路 → 東北中央自動車道[66]
- 5日
  - （開通）  国道497号 西九州自動車道 伊万里松浦道路 今福IC - 調川IC (2.6 km)[67]
- 12日
  - （開通）  南九州西回り自動車道 出水阿久根道路 出水IC - 高尾野北IC (3.9 km)[68]
- 13日
  - （開通）  青海省花石峡鎮から久治県を結ぶ花久高速道路が開通[69]。
  - （開通）  青海省ゴロク・チベット族自治州瑪多県花石峡と久治県を結ぶ高速道路が開通（世界で標高が最も高い場所に建造された高速道路トンネル「雪山一号」開通）[70]。
- 15日
  - （開通）  国道279号 下北半島縦貫道路 吹越バイパス 横浜吹越IC - 六ヶ所IC (5.8 km)[71]
- 19日
  - （開通）  国道45号 三陸自動車道 山田宮古道路 山田IC - 宮古南IC (14.0 km)[72]
- 25日
  - （開通）  国道253号 上越魚沼地域振興快速道路 八箇峠道路 八箇IC - 野田IC (6.6 km)[73]
- 26日
  - （開通）  国道178号 山陰近畿自動車道 浜坂道路 新温泉浜坂IC - 余部IC (9.8 km)[74]

### 12月
- 1日
  - （規制緩和）  東北自動車道 花巻南IC - 盛岡南IC（約30 km）の最高速度を100 km/hから110 km/hに試験的に引き上げ[75][76]。
  - （TB供用） 東北中央自動車道 天童本線料金所[77]
  - （ETC運用開始）  指宿スカイライン 山田料金所[78]
  - （高速国道指定解除）  京仁高速道路 仁川IC - 西仁川IC (10.45 km)[79]
- 9日
  - （開通）  国道45号 三陸自動車道 南三陸道路 南三陸海岸IC - 歌津IC (4.2 km)[80]
  - （拡幅）  国道159号 金沢東部環状道路 神谷内町 - 東長江町 (1.8 km) (2車線→4車線)[81]
- 10日
  - （開通）  新名神高速道路 高槻JCT/IC - 川西IC (26.2 km)[82]
- 24日
  - （長期通行止め解除）  九十九里有料道路 全線 (17.2 km) （津波対策工事のため2016年（平成28年）4月1日から通行止めとなっていた。）[83]
- 28日
  - （開通）  山東省済南市の搬倒井立体交差橋が開通[84]。
- 29日
  - （開通）  山東省済南市で世界初の太陽光発電高速道路の試験区間が開通[85]。